# Enawené-nawé (poble)
Els Enawené-nawé, anteriorment també coneguts com Salumã, són un grup indígena brasiler la llengua de la qual pertany a la família arawak. Els aproximadament 560 individus viuen en un sol poble a la vora del riu Iquê, afluent del Juruena, a l'estat de Mato Grosso, més precisament a la terra indígena Enawenê-Nawê, amb una superfície de 742.000 hectàrees i que només té part del seu territori original. El seu primer contacte amb persones no indígenes es va produir el 1974 amb Vicente Cañas i des de principis del segle XXI el seu territori i costums han estat amenaçats per la contaminació, l'avanç de l'agricultura i la instal·lació d'una xarxa de plantes hidroelèctriques als rius de la regió. Cada any realitzen el ritual yaokwa, reconegut el 2010 com a patrimoni cultural nacional i el 2011 com a patrimoni immaterial de la humanitat que requereix una protecció urgent, rebent el suport de l'IPHAN i de la Unesco.

## Denominació
Desde que, en els primers contactes, es va identificar que es tractava d'un poble diferent dels ja registrats, a començaments de la dècada del 1980, foren designats com a Salumã, que era la forma amb la que eren denominats pels pobles veïns. Només el 1983, el missioner jesuïta Vicente Cañas, mitjançant diverses experiències de contacte, va comprendre que s'autodenominaven Enawenê-nawê, i a partir d'aleshores, va ser la forma predominant per designar-los.

## Localització

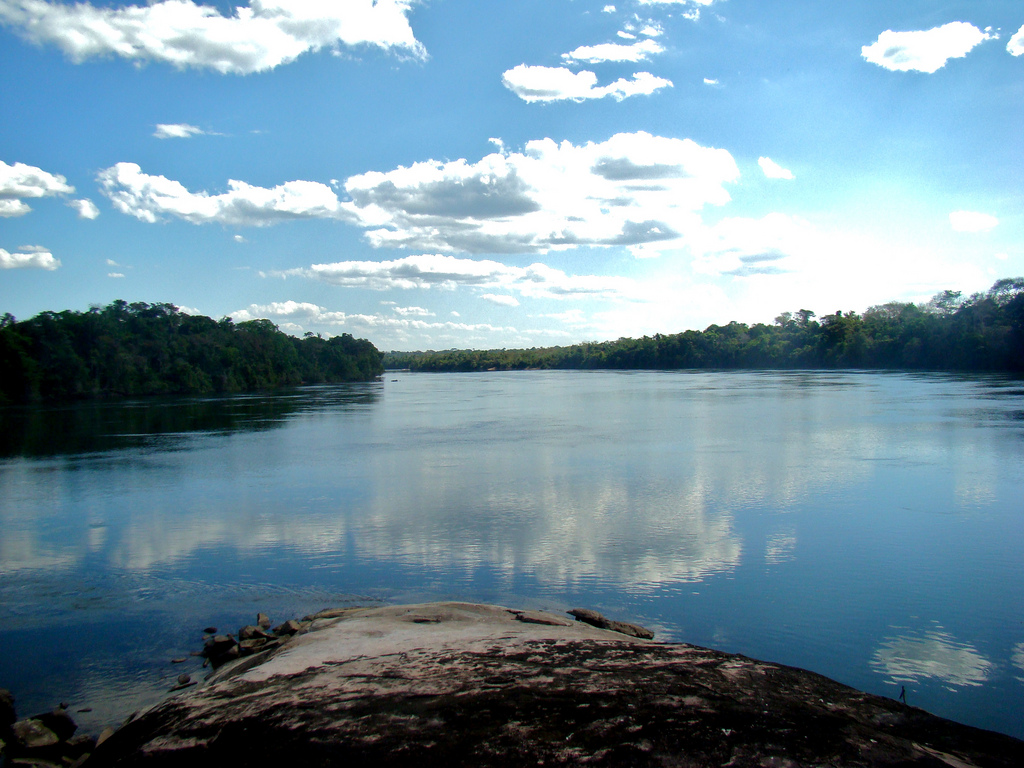
El riu Juruena és un dels límits de la terra indígena dels Enawenê-nawê.

La terra indígena dels Enawenê-nawê es troba entre els municipis de Juína, Comodoro i Sapezal, a la regió nord-oest de l'estat de Mato Grosso, a la vall del riu Juruena, afluent del Tapajós. Juína és el centre urbà més proper. Des d’allà es pot arribar al poble recorrent 60 quilòmetres per un camí de terra i 200 quilòmetres en vaixell.
A partir dels anys vuitanta, els seus pobles es van començar a concentrar al voltant del riu Iquê, les fonts del qual arriben a la ciutat de Vilhena, a Rondònia, i forma part de la conca de Juruena. Tots els rius que formen part del territori pertanyen a la conca de Juruena, a excepció del riu Aripuanã, que neix en aquella terra indígena i conforma la conca de Madeira. Els seus límits s'estenen des dels rius Doze d'Octubre i Camararé al sud-oest, fins a les fonts de la subconca d’Aripuanã al nord-oest, les fonts dels rius Preto i Juína Mirim al nord i nord-est, i com a límit sud-est el Papagaio i el mateix Alto Juruena a la seva confluència amb el riu Juina. Els seus veïns més propers són els pobles Menky, Nambikwara, Rikbaktsa, Iranxe i Cinta Larga. La regió té vegetació de transició entre el tancat i el bosc equatorial. El clima està definit per dues estacions molt ben definides, una de pluja, que dura d’octubre a març, i una de seca, d’abril a setembre.
L'ocupació de la vall de Juruena es va definir principalment per tres factors: la guerra, l'agricultura i la pesca. Les fugides i atacs, i la recerca d'un millor ús de la terra i l'aigua, van motivar els desplaçaments al seu territori, l'ocupació dels quals s'estima que durarà més de 150 anys.
Inicialment, els Enawenê-nawê habitaven la regió coneguda com a Serra do Norte, a la confluència de la capçalera dels rius Aripuanã, Preto i Arimena, on van construir desenes de pobles, preses i campaments. Es van mudar d’allà als anys quaranta, en resposta als freqüents atacs de la rikbaktsa i sobretot dels Cintas Largas, però mai van deixar d'anar al lloc, la principal font del genipap (dana) que s'utilitzava per a la pintura corporal en el ritual yakwa. Per tant, aquesta regió és anomenada per ells Danakwa (jenipapal). També és un lloc d'importància religiosa, considerat la llar dels esperits subterranis (yakairiti), a qui la tribu dedica la major part del seu cicle anual de ritus.
Fugint dels seus enemics, es van traslladar al sud, però no van poder establir-se a la vora de la Juruena, ocupada pels mateixos pobles que els van atacar al nord. A la dècada de 1950, van arribar als marges de l'Iquê, des d'on van expulsar els nambikwares i d'on van ser expulsats de nou, pocs anys després, perlsa Cintas Largas. Van continuar movent-se al llarg del riu Camararé, fins que es van establir a la rodalia d'un petit afluent, el riu Primavera, dins del territori Nambikwara. Allà van romandre fins als anys vuitanta, quan van tornar a emigrar a Iquê, on van romandre fins al 2012.

## Demarcació
La demarcació de la terra indígena Enawenê Nawê excloïa zones com la capçalera del riu Preto, abans que estudis més detallats revelessin la seva importància per ells i es basava en la informació disponible en els primers contactes, quan la gent estava en migració, ocupant Nambikwara. territori, i el seu ús territorial es va reduir significativament a causa de l’amenaça enemiga. Només després de finalitzar els atacs, el poble Enawenê Nawê va reprendre les seves activitats i ritus tradicionals i va intentar reocupar els territoris originals. Per tant, la terra indígena delimitada està en procés d’estudi per revisar-ne els límits.

## Contacte
Els primers no-indígenes que van esmentar l'existència del poble Enawenê-Nawê van ser els seringueiros que treballaven a la regió i que van informar als missioners jesuïtes el 1962. Van dir que tenien un tarannà pacífic, ja que no assetjaven els treballadors, tot i que bloquejaven els corrents per evitar el pas de persones no indígenes a les seves cases.
El setembre de 1973, un grup de missioners de la Missió d’Anchieta de l'Operação Amazônia Nativa (OPAN) van dur a terme un sobrevol a la riba de l'alt riu Juruena, al territori nambikwara, on van observar l'existència d’un poble. L’any següent, els missioners van tornar acompanyats d'indis Nambikwara per intentar establir contacte. No obstant això, quan van arribar a un petit poble de caçadors, van identificar elements que els distingien d’aquella gent: l'hàbit de dormir a les hamaques i lligar les plomes de fletxa, a l'estil rikbaktsa. Es va planejar una nova expedició, aquesta vegada amb la companyia dels indis Rikbaktsa. L'equip, coordinat pels jesuïtes Vicente Cañas i Tomáz de Aquino Lisboa, va arribar al poble, des d'on els indis van fugir al bosc. Un sol indi, amb discapacitat física, no va poder escapar. Els missioners i els indis de l'expedició van posar els matxets i les destrals als peus d'aquest indi, en senyal d’amistat. Van identificar que eren un poble de la família arawak, a causa de l'estil de les maloques, la presència d'un flauta de pan i el seu accent.
El grup va sortir del poble i va decidir passar la nit a prop i tornar al poble l'endemà. No obstant això, van ser tres indis locals, armats amb arcs i fletxes, els que van visitar el campament al matí i van portar els visitants al poble buit mentre la resta de persones s'amagaven al bosc. Se'ls va oferir menjar i els van portar alguns altres indis locals per establir contacte, començant l'acostament amb persones no indígenes.
En aquell moment, la Missió Anchieta estava revisant el seu mètode tradicional d’atracció i civilització de poblacions indígenes mitjançant l'educació. L'aproximació als Enawenê Nawê va seguir un nou enfocament, conegut com a "intervenció mínima", amb l'objectiu de mantenir-los aïllats de la societat i fer enfocaments més lents, amb un mínim d'interferència i concentrar les seves activitats en l'atenció sanitària i la protecció del seu territori. Les infermeres que després treballarien al poble fins i tot es van establir a cases comunals i van aprendre l'idioma local. Es van introduir algunes eines de ferro, com el matxet, el ganxo i la destral, però es va intentar reduir al màxim la dependència dels béns industrialitzats.
Aquesta nova postura va evitar l’aparició d’epidèmies comunes entre els grups indígenes després del contacte, així com els seus efectes nocius. El que va passar va ser un notable creixement demogràfic, aliat al manteniment de la forma de vida tradicional, inclosos els seus ritus i la seva llengua.
Durant la dècada de 1990, es van intensificar els contactes amb persones no indígenes, sobretot arran dels intents de construir carreteres al seu territori. Més tard, la instal·lació de centrals hidroelèctriques també va impulsar els contactes i pot haver influït en la seva recent decisió d'alfabetització en portuguès.

## Població

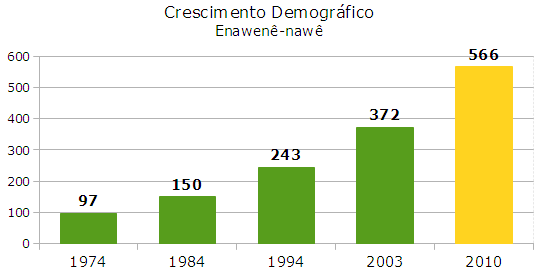
La població mostra un creixement accelerat.

En el moment dels primers contactes amb persones no indígenes, els Enawenê-Nawê sumaven 97 individus (o 130, segons altres estimacions). La població va créixer molt des del 1974 fins a la primera dècada dels anys 2000 i, en els darrers anys, el ritme d’aquest creixement s'ha intensificat. El 1984, hi havia més de 150 persones i, el 1993, eren 229. A mitjan 1996, 22 anys després dels primers contactes amb els missioners, els Enawenê-nawê havien doblat la seva població, reunint 260 individus. Del 1992 al 2006, van passar de 216 a 435 individus. És a dir, la població es va duplicar en 22 anys i després es va duplicar en només 14 anys.
El 2010 la població sumava 566 individus, la qual cosa representa una taxa mitjana anual del 5%. El resultat és que el contingent poblacional Enawenê-Nawê el 2010 és molt més jove que als anys 70. Els nens (dinwá) ja representen gairebé dos terços de la població, cosa que pot reflexionar sobre la capacitat reproductiva d’aquest poble.